# Vlatko Marković
Vladimir "Vlatko" Marković (chorvatská výslovnost: [ʋlǎdimiːr ʋlâtko mǎːrkoʋitɕ]; 1. ledna 1937 – 23. září 2013) byl chorvatský fotbalový trenér a hráč, který v letech 1998 až 2012 působil jako prezident Chorvatské fotbalové federace.

## Hráčská kariéra

### Klubová kariéra
Hrál za: Iskru Bugojno, Čelik Zenica, Dinamo Záhřeb nebo Wiener SC.

### Reprezentační kariéra
V letech 1958 až 1959 odehrál tři zápasy za jugoslávskou fotbalovou reprezentaci do 21 let a od 7. května 1961 (debut proti Maďarsku) do 30. září 1962 (poslední zápas proti Západnímu Německu) hrál jako obránce za tým Jugoslávie. V 16 zápasech si vstřelil jeden vlastní gól. Nastoupil ve všech zápasech na Mistrovství světa ve fotbale 1962, kdy Jugoslávie skončila na 4. místě.

## Trenérská kariéra
Po ukončení hráčské kariéry trénoval Záhřeb, Standard Lutych, OGC Nice, Hajduk Split nebo Dinamo Záhřeb. S Dinamem v roce 1980 vyhrál jugoslávský pohár.
V letech 1974 až 1978 byl instruktorem FIFA. Podílel se také na programu FIFA Coca-Cola.
Dne 18. prosince 1998 byl zvolen prezidentem Chorvatské fotbalové federace. Znovuzvolen byl v roce 2002 i v roce 2006. Rezignoval 15. května 2012.

## Osobní život
V roce 1945 jeho strýcové zemřeli během jugoslávského pochodu smrti nacistických kolaborantů. V Jugoslávii strávil jeho otec více než 15 let ve vězení za držení nelegální střelné zbraně.

### Pohledy
V listopadu 2010 Marković vystoupil proti homosexuálním fotbalistům, když řekl jak chorvatskému Večernji listu, tak srbské Večernje novosti, že: „Dokud budu prezidentem Chorvatské fotbalové federace, nebudou žádní homosexuální hráči. Díky bohu, že fotbal hrají jen zdraví lidé.“ V červenci 2011 mu UEFA v reakci na jeho komentáře udělila pokutu 10 000 eur.

### Úmrtí
Zemřel v Záhřebu v roce 2013. Bylo mu 76 let.

## Trenérské statistiky
| Tým             | Od            | Do            | Statistiky | Statistiky | Statistiky | Statistiky | Statistiky |
| Tým             | Od            | Do            | Z          | V          | R          | P          | Výhry %    |
| --------------- | ------------- | ------------- | ---------- | ---------- | ---------- | ---------- | ---------- |
| Jugoslávie U21  | květen 1969   | červen 1973   | 22         | 8          | 4          | 10         | 36.36      |
| NK Záhřeb       | červenec 1970 | červen 1973   | 98         | 63         | 16         | 19         | 64.29      |
| Standard Lutych | červenec 1973 | říjen 1973    | 9          | 5          | 2          | 2          | 55.56      |
| OGC Nice        | červen 1974   | listopad 1976 | 101        | 42         | 26         | 33         | 41.58      |
| Hajduk Split    | červenec 1977 | červen 1978   | 43         | 18         | 13         | 12         | 41.86      |
| Dinamo Záhřeb   | červen 1978   | červen 1980   | 77         | 34         | 26         | 17         | 44.16      |
| OGC Nice        | červenec 1980 | srpen 1981    | 39         | 10         | 12         | 17         | 25.64      |
| Dinamo Záhřeb   | září 1983     | duben 1984    | 24         | 9          | 7          | 8          | 37.50      |
| Rapid Vídeň     | červenec 1985 | červen 1986   | 48         | 30         | 11         | 7          | 62.50      |
| Rapid Vídeň     | září 1988     | červen 1989   | 28         | 15         | 3          | 10         | 53.57      |
| Dinamo Záhřeb   | listopad 1990 | červenec 1991 | 22         | 15         | 5          | 2          | 68.18      |
| Dinamo Záhřeb   | duben 1992    | červenec 1992 | 15         | 6          | 4          | 5          | 40.00      |
| Chorvatsko      | duben 1993    | červen 1994   | 1          | 1          | 0          | 0          | 100.00     |
| Celkově         | Celkově       | Celkově       | 526        | 256        | 129        | 141        | 48.67      |